# Kella
Kella ist eine Gemeinde im thüringischen Landkreis Eichsfeld. Sie gehört zur Verwaltungsgemeinschaft Ershausen/Geismar.

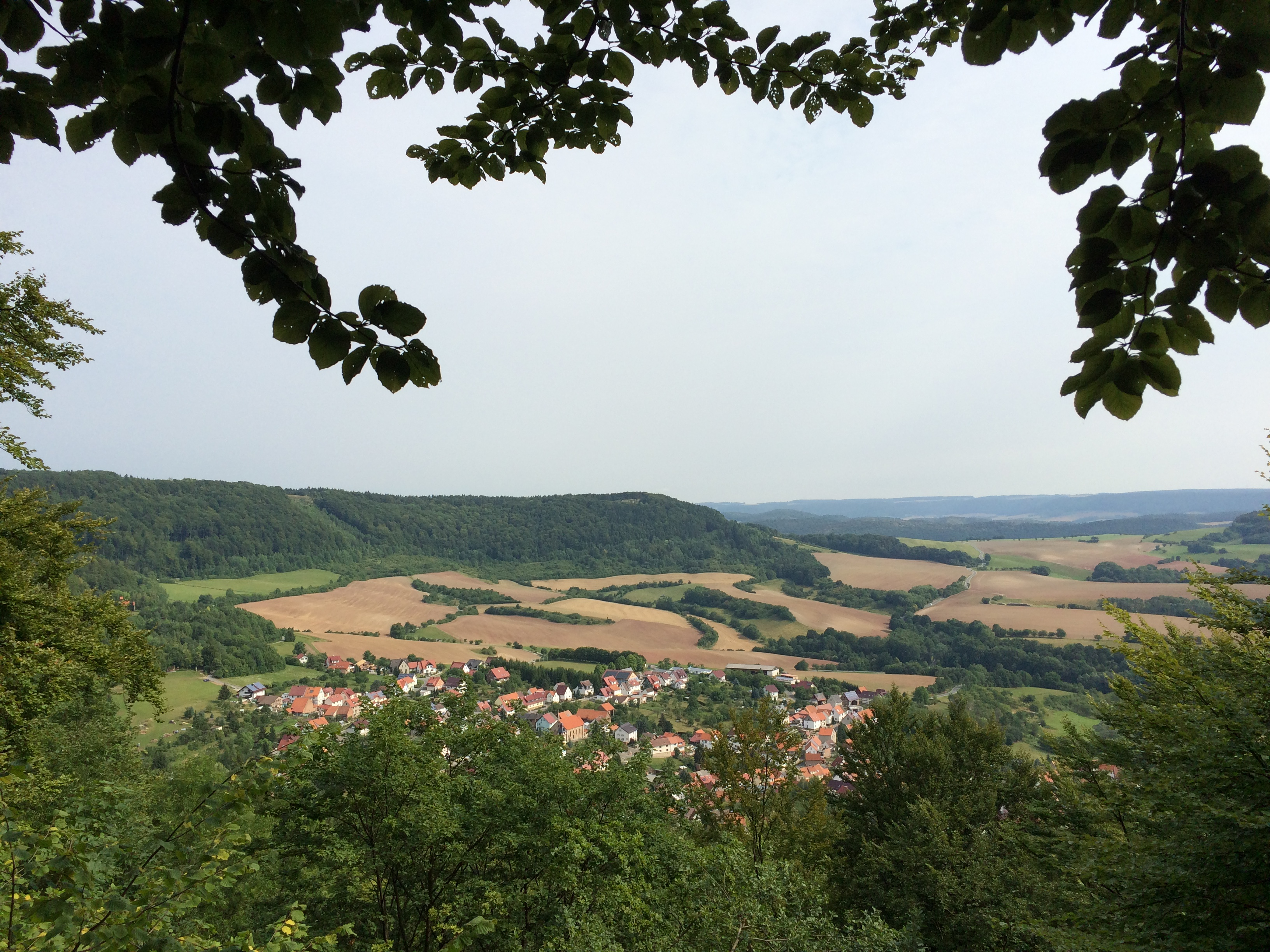
Kella, Blick vom Meinhard (Gobert) – Aussichtspunkt nördlich Silberklippe

## Geografie
Kella ist ein Haufendorf. Es liegt im südlichen Eichsfeld und grenzt im Norden an Pfaffschwende, im Osten an Geismar und Großtöpfer und im Süden und Westen an die Gemeinde Meinhard in Hessen. Die Gemarkungsfläche der Gemeinde liegt zwischen 230 und 520 Metern Höhe. Durch den Ort fließt der Kellaer Bach, der in Schwebda in Hessen in die Werra mündet.
Der Norden und Westen der Gemarkung wird von der Gobert (bis 533 m), einem Bergrücken aus Muschelkalk gebildet, sie ist zugleich Landesgrenze zwischen Thüringen und Hessen. Der Schloßberg (442,5 m) als Zeugenberg bildet die östliche Gemarkungsgrenze. Neben Muschelkalk kommt als Gesteinsart auch Buntsandstein vor.
Verkehrsmäßig ist der Ort über die Landesstraße L 2030 von Großtöpfer/Pfaffschwende und aus Richtung Hessen über die K 48 von Grebendorf und K 11/113 von Schwebda zu erreichen.

## Geschichte
Das Gebiet um Kella gehörte vermutlich zur im Werratal befindlichen Germar-Mark. Der Ort wurde am 9. November 1141 als Cella erstmals urkundlich erwähnt. Dies geschah in einer in Erfurt ausgestellten Urkunde des Mainzer Erzbischofs Markolf, der dem Grafen Siegfried von Boyneburg die Gründung des Klosters St. Blasius in Northeim sowie dessen Besitztümer bestätigte. Kella gehörte zu den Besitztümern des Klosters. Kella gehörte dann zum mittelalterlichen Burgbezirk Greifenstein. Nach mehrmaligen Besitzerwechseln und Streitigkeiten zwischen den Hessischen Landgrafen und dem Mainzer Kurfürsten kam es 1583 endgültig zu Kurmainz, wo es bis zur Säkularisation Kurmainz verblieb.
Von 1802 bis 1806 und 1814 bis 1945 war der Ort dann Teil der preußischen Provinz Sachsen. In der kurzen Zugehörigkeit zum Königreich Westphalen gehörte Kella zum Kanton Ershausen innerhalb des Harzdepartements. Ab 1945 war Kella Teil der sowjetischen Besatzungszone und ab 1949 Teil der DDR. Von 1961 bis zur Wende und Wiedervereinigung 1989/1990 lag der Ort unmittelbar an der innerdeutschen Grenze, die Bewohner waren zahlreichen Einschränkungen unterworfen. Seit 1990 ist Kella Teil des neu gegründeten Bundeslandes Thüringen. 1996 wurde Kella im Wettbewerb „Unser Dorf soll schöner werden“ als schönstes Dorf in Thüringen ausgezeichnet.

### Namensherkunft
Der Name leitet sich vermutlich von Kehle = Schlucht ab, da das Dorf in einem engen Tal liegt. Im Regiolekt wird das Dorf Kalle genannt.

### Wappen
Blasonierung: „In Silber mit einem grünen Berg, belegt mit einem silbernen sechsspeichigen, rot gefütterten Rad, ein aus dem Berg aufsteigender roter linksgewendeter Greif.“

### Einwohnerentwicklung

Einwohnerentwicklung von Kella von 1994 bis 2018 nach nebenstehender Tabelle

Entwicklung der Einwohnerzahl (31. Dezember):
| - 1994: 559 - 1995: 566 - 1996: 581 - 1997: 598 - 1998: 596 - 1999: 584 | - 2000: 568 - 2001: 564 - 2002: 552 - 2003: 573 - 2004: 578 - 2005: 563 | - 2006: 576 - 2007: 574 - 2008: 566 - 2009: 566 - 2010: 548 - 2011: 535 | - 2012: 530 - 2013: 516 - 2014: 504 - 2015: 500 - 2016: 482 - 2017: 472 | - 2018: 478 - 2019: 472 - 2020: 471 - 2021: 475 - 2022: 482 |

Datenquelle: Thüringer Landesamt für Statistik

## Politik

### Gemeinderat
Der    Gemeinderat von Kella setzt sich aus acht   Gemeinderatsmitgliedern    zusammen.
- CDU: 6 Sitze
- FWG: 2 Sitze

(Stand:   Kommunalwahl  2014)

### Bürgermeister
Der ehrenamtliche Bürgermeister Silvio Schneider wurde am 5. Juni 2016 wiedergewählt.

## Wirtschaft und Infrastruktur

### Wasser und Abwasser
Die Trinkwasserver- und Abwasserentsorgung wurde auf den Zweckverband Wasserversorgung und Abwasserentsorgung Obereichsfeld übertragen.

### Tourismus und Sehenswürdigkeiten

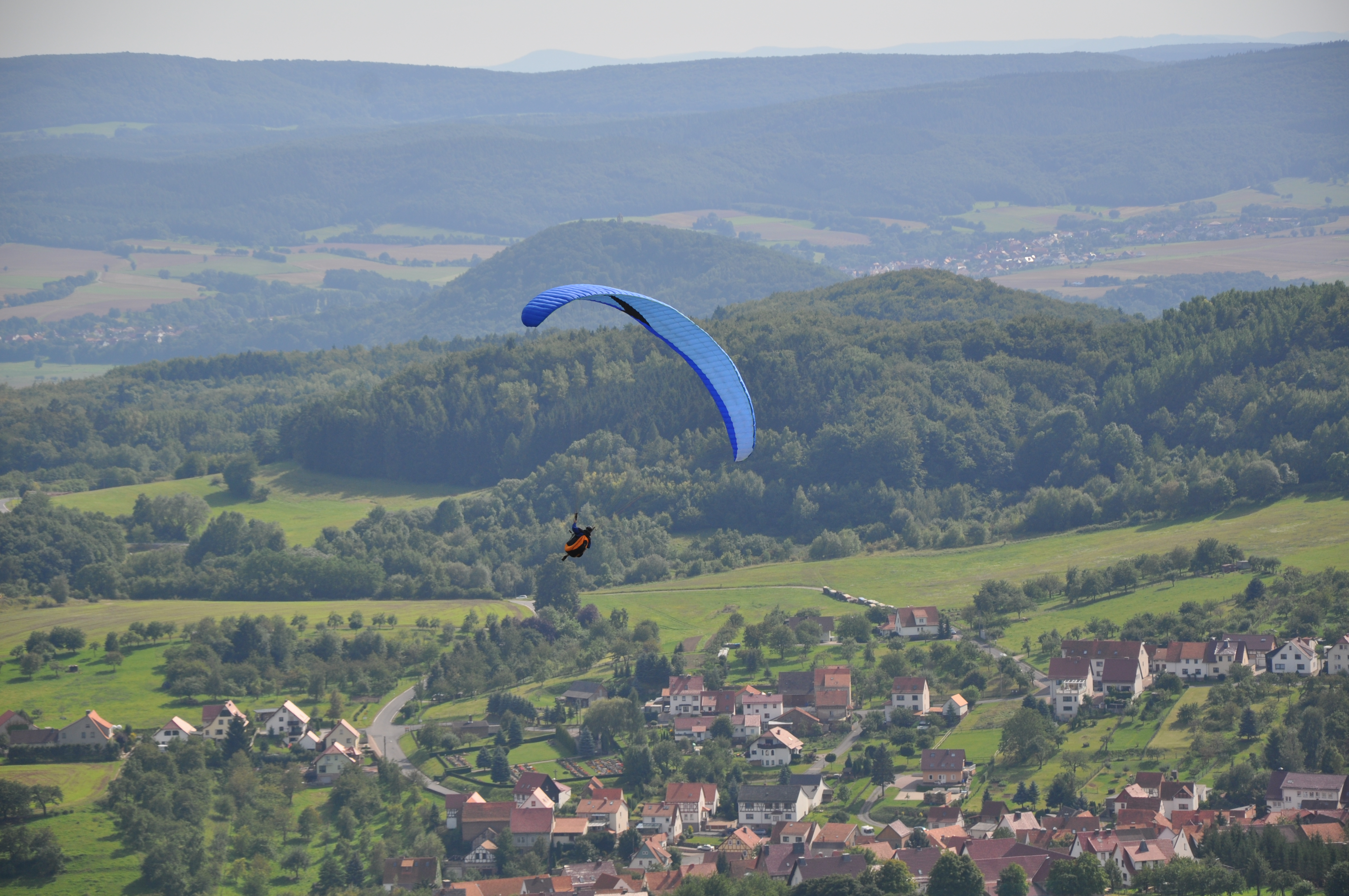
Paragleiter über Kella

- römisch-katholische Kirche St. Martin von 1854 mit freistehendem Kirchturm
- Kreuzweg zur Kapelle am Hang der Gobert
- Startplatz der Paraglider (Gleitschirm- und Drachenflieger) am Hang der Gobert
- Aussichtspunkte auf der Gobert (Silberklippe und Pfaffschwender Kuppe) und weiteren Erhebungen der Umgebung

## Persönlichkeiten aus Kella
- Werner Henning, ab 7. Dezember 1989 Vorsitzender des Rates des Kreises Heiligenstadt,  ab 1990 Landrat des Kreises Heiligenstadt, seit 1994 Landrat des Landkreises Eichsfeld